# Jan Lundius

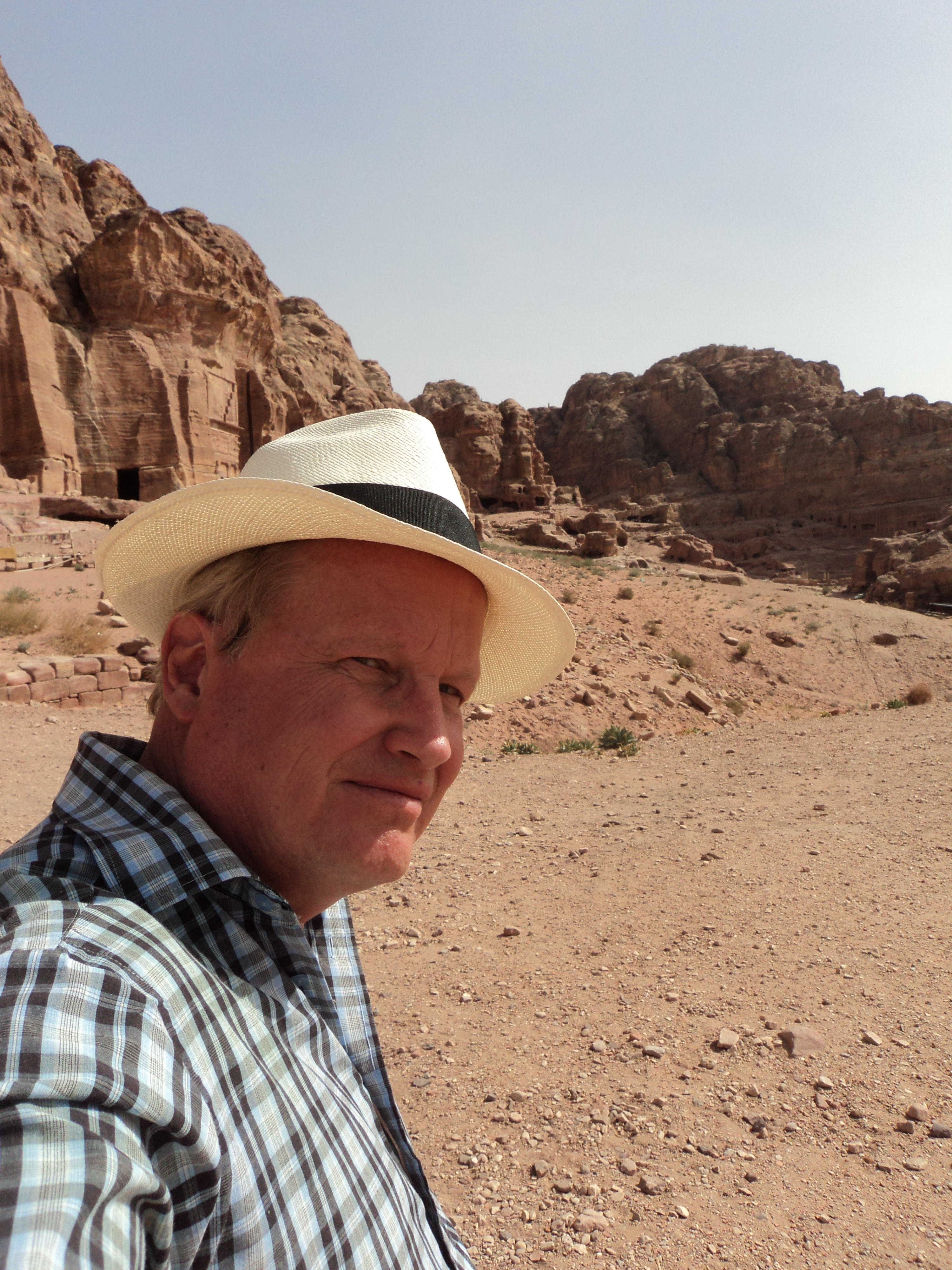
Jan Lundius, 2011

Jan Lundius, född 1954, är en svensk romanförfattare och religionshistoriker.

## Biografi
Lundius föddes i Hässleholm men har bott utomlands stor del av sitt liv, bland annat i Dominikanska republiken, Guatemala, Vietnam, New York, Rom och Paris. I sin religionshistoriska forskning har han intresserat sig för religiösa upprorsrörelser i tredje världen, såsom Olivorio Mateos messianska rörelse i Dominikanska republiken som han ägnat två religionshistoriska verk, skrivna på engelska och utgivna av förlaget Routledge i London och New York. På svenska har han skrivit fyra romaner och en självbiografisk prosabok, Kommer strax in på spår fyra, den första romanen utgiven på Bo Cavefors Bokförlag, de övriga på bokförlaget Bakhåll i Lund.

### Facklitteratur
- Voodoo, Hispanidad, and Noirisme: popular religion and the search for cultural identity in the Dominican Republic and Haiti (1989)
- The great power of God in San Juan Valley: syncretism and messianism in the Dominican Republic (1995)
- Peasants And Religion: a socioeconomic study of Dios Olivorio and the Palma Sola movement in the Dominican republic (1999, med Mats Lundahl)

### Skönlitteratur
- Alfio Scandurra (1977)
- Förförelsen (1999)
- Ensamma män (2000)
- Kommer strax in på spår fyra (2009)
- Beskyddaren (2011)